# Жёлтые птицы
«Жёлтые птицы» (англ. The Yellow Birds) — американский военный фильм 2017 года режиссера Александра Мурса, основанный на одноименном романе Кевина Пауэрса. В фильме снимались Тай Шеридан, Олден Эренрайк, Тони Коллетт, Джейсон Патрик, Джек Хьюстон и Дженнифер Энистон.
Мировая премьера фильма состоялась на кинофестивале Сандэнс 21 января 2017 года. Он был выпущен 17 мая 2018 года через DirecTV Cinema ограниченным тиражом.

## Сюжет
Двое молодых американских солдат, Бартл (21 год) и Мерфи (18 лет), преодолевают ужасы войны в Ираке под командованием старшего сержанта Стерлинга. Все это время Бартла мучает обещание, которое он дал матери Мерфи перед их отъездом.

## В ролях
- Тай Шеридан — Дэниел Мерфи
- Олден Эренрайк — Джон Бартл
- Тони Коллетт — Эми Бартл
- Джек Хьюстон — сержант Стерлинг
- Дженнифер Энистон — Маурин Мерфи
- Джейсон Патрик — капитан Андерсон
- Керри Уомплер — Дженни Смит
- Ли Тергесен — Джим Мерфи
- Оливия Крочиккия — Тэсс
- Гершвин Эсташ мл. — лейтенант
- Дэниел Хосе Молина — Яскес
- Майки Коллинз — Уитакер
- Картер Редвуд — Крокетт
- Рей Фирон — Колонел
- Том Бейтс — журналист
- Рене Уиллетт — Клер

## Производство
Съёмки фильма начались в октябре 2015 года в Марокко, и закончились 29 января 2016 года.

## Релиз
Мировая премьера фильма состоялась в январе на кинофестивале Сандэнс 21 января 2017 года. Вскоре после этого Saban Films и DirecTV Cinema приобрели права на распространение фильма в США. Он был выпущен 17 мая 2018 года через DirecTV Cinema ограниченным тиражом и через ВпЗ 15 июня 2018 года.

## Оценки критиков
На агрегаторе Rotten Tomatoes фильм имеет 44% рейтинг одобрения, основанный на 41 отзыве, со средним рейтингом 5,3 из 10. Вывод гласит: 
В фильме имеется сильный актерский состав и важное послание, но оба аспекта потеряны в этом военном хаусе
 На Metacritic фильм имеет среднюю оценку 56 из 100, основанную на 15 отзывах, что указывает на смешанные отзывы.

## Награды
| Год  | Награда                                    | Категория                                           | Номинант       | Результат     |
| ---- | ------------------------------------------ | --------------------------------------------------- | -------------- | ------------- |
| 2017 | 2017 Sundance Film Festival                | U.S. Dramatic Special Jury Award for Cinematography | Дэниел Ландин  | Победа        |
| 2017 | 2017 Sundance Film Festival                | Grand Jury Prize: Dramatic                          | Александр Мурс | Номинация     |
| 2017 | 2017 Edinburgh International Film Festival | Audience Award                                      | Александр Мурс | Номинация     |
| 2017 | 2017 Hamptons International Film Festival  | Special presentations                               | None           | Not competing |
| 2017 | 2017 Deauville American Film Festival      | "Les Premières"                                     | Александр Мурс | Not competing |